# 백승아
백승아(白承婀, 1985년 2월 25일~)는 대한민국의 교육인 출신 정치인이며, 제22대 국회의원이다.

## 학력
- 청전초등학교 졸업
- 충주여자중학교 졸업
- 충주여자고등학교 졸업
- 춘천교육대학교 초등교육과 학사

## 경력
- 춘천당림초등학교 교사
- 화성수영초등학교 교사
- 남춘천초등학교 교사
- 정선사북초등학교 교사
- 원주봉대초등학교 교사
- 원주파랑맘카페 운영진
- 강원교사노동조합 창립 및 위원장
- 교사노동조합연맹 사무처장
- 초등교사노동조합 부위원장
- 초등교사노동조합 수석부위원장
- 더불어민주당 영입인재 12호
- 2024년 3월~2024년 5월: 더불어민주연합 공동대표
- 2024년 3월~2024년 4월: 더불어민주연합 상임공동선거대책위원장
- 2024년 4월 10일 대한민국 제22대 국회의원 선거 당선(비례대표, 더불어민주연합, 초선)
- 2024년 5월~2025년 6월: 더불어민주당 원내부대표
- 2024년 10월~: 더불어민주당 교육특별위원회 위원장
- 2025년 6월~: 더불어민주당 원내대변인

### 의정 활동
- 2024년 5월 30일~: 제22대 국회의원(비례대표, 더불어민주당, 초선)[A]
  - 2024년 6월~: 제22대 국회 전반기 교육위원회 위원
  - 2024년 6월~: 제22대 국회 전반기 여성가족위원회 위원
  - 2025년 7월~: 제22대 국회 전반기 국회운영위원회 위원

## 역대 선거 결과
| 실시년도 | 선거   | 대수 | 직책     | 선거구   | 정당           | 득표수      | 득표율          | 순위         | 당락 | 비고 |
| -------- | ------ | ---- | -------- | -------- | -------------- | ----------- | --------------- | ------------ | ---- | ---- |
| 2024년   | 총선   | 22대 | 국회의원 | 비례대표 | 더불어민주연합 | 7,567,459표 | \| \| 26.69% \| | 비례대표 3번 |      | 초선 |
|          | 26.69% |      |          |          |                |             |                 |              |      |      |

## 소속 정당
| 소속 정당 | 소속 정당      | 소속 기간 | 비고      |
| --------- | -------------- | --------- | --------- |
|           | 더불어민주당   | 2024      | 정계 입문 |
|           | 무소속         | 2024      | 탈당      |
|           | 더불어민주연합 | 2024      | 입당      |
|           | 더불어민주당   | 2024~현재 | 합당      |

## 같이 보기
- 대한민국 제22대 국회의원 선거 더불어민주연합 후보 목록#비례대표